# Burmannia cochinchinensis
Burmannia cochinchinensis ist eine Pflanzenart aus der Familie der Burmanniaceae die in Vietnam und Thailand beheimatet ist.

## Beschreibung
Burmannia cochinchinensis ist eine einjährige, blattgrüne, unverzweigt bis gelegentlich verzweigt wachsende krautige Pflanze, die eine Wuchshöhe von 13 bis 22 Zentimeter erreicht. Sie ist semi-mykotroph. Ein Rhizom ist nicht vorhanden, die Wurzeln faserig und recht kurz. Die Blätter sind linealisch bis lanzettlich, 8 bis 10 Millimeter lang und 2 bis 3,3 Millimeter breit. Sie stehen als bodenständige Rosette sowie eng angelegt am Stängel, dort sind sie rund 4 Millimeter lang und 2,5 Millimeter breit. 
Der Blütenstand ist ein aus zwei bis sechs Blüten bestehender Doppelwickel. Die annähernd ungestielten Blüten sind 8 bis 9 Millimeter lang und blau bis blaupurpurn mit gelben, 4,5 bis 5,5 Millimeter langen Blütenlappen. Die Blütenröhre ist zylindrisch bis dreiwinklig und 3,5 bis 5,5 Millimeter lang, die 0,5 bis 0,8 Millimeter langen Flügel sind sehr schmal und  verlaufen von unterhalb des Fruchtknotens bis zur Mitte des äußeren Blütenlappens. Die äußeren Blütenlappen sind dünn, aufrecht, leicht zurückgebogen und rund 1,4 Millimeter lang, die inneren dünn, aufrecht, lanzettlich mit stumpfer Spitze und 0,7 Millimeter lang. Die Staubfäden sind ungestielt  und setzen im Blütenhüllschlund an, das Konnektiv weist zwei kurze, seitliche Arme auf, die die Thecae tragen. Der Griffel ist verdickt fadenförmig und einschließlich der Narben gleich lang wie die Blütenröhre, an seinem Ende stehen die drei  annähernd ungestielten, trompetenförmigen Narben. 
Die Fruchtknoten sind elliptisch bis umgekehrt-eiförmig und 3,5 bis 4,5 Millimeter lang. Die umgekehrt-eiförmige Kapsel öffnet sich entlang unregelmäßiger Querschlitze. Die Samen sind elliptisch und gelb.

## Verbreitung
Burmannia cochinchinensis ist beheimatet in Vietnam und Thailand in offenen Gras-Savannen nahe Meereshöhe. 

## Systematik
Die Art wurde 1907 von François Gagnepain erstbeschrieben. 

## Nachweise
- Dianxiang Zhang: Systematics of Burmannia L. (Burmanniaceae) in the Old World, S. 210–211, in: Hong Kong University Theses Online, Thesis (Ph.D.), University of Hong Kong, 1999.